# مارك كانتون
مارك كانتون (بالإنجليزية: Mark Canton)‏ هو منتج أفلام أمريكي، ولد في 19 يونيو 1949 في كوينز في الولايات المتحدة.

## وصلات خارجية
- مارك كانتون على موقع IMDb (الإنجليزية)
- مارك كانتون على موقع بوكس أوفيس موجو (الإنجليزية)
- مارك كانتون على موقع ديسكوغز (الإنجليزية)
- مارك كانتون على موقع قاعدة بيانات الفيلم (الإنجليزية)